# Zetermordio
Zetermordio oder Zeter und Mordio ist als Interjektion ein redensartlicher Ausruf, der ursprünglich der mittelalterlichen Gerichtspraxis entstammt. Er steht für den dringenden oder lauten Ruf nach Hilfe.

## Etymologie
Das Wort Zeter ist vermutlich durch eine Zusammenziehung der Wörter ze æchte her („herbei zur Vergeltung“) entstanden; der Rufer verpflichtete damit seine Mitbürger zur Mithilfe. Mordio ist ein Hilfeschrei, der aus dem Wort Mord abgeleitet ist, und wird in diesem – modern allerdings abgeschwächten – Sinne vermutlich seit dem 19. Jahrhundert verwendet. Für das alemannische Sprachgebiet und das Rheinland ist diese Redewendung mit Zetermordio belegt, im Niederdeutschen entspricht ihm to jodute, im Hessischen heila und im ostfränkisch-oberdeutschen Bereich wapen („Waffen!“ bzw. „zu den Waffen!“).
Der Ausruf „Zeter“ als Ruf nach den Nachbarn ist beispielsweise bei Hans Sachs als „zetter, waffen, helfft retten mich/ihr lieben nachtbawrn!“ zu finden.

## Verwendung in Gerichtsprozessen des Mittelalters
In den Gerichtsprozessen des Mittelalters rief der Ankläger formal „Zeter(mordio)“ zu Beginn der Gerichtsverhandlung. Im Sachsenspiegel, einem Rechtsbuch aus dem 13. Jahrhundert, heißt es: „so fure en vor den richter und schry obir den schuldigen zcether obir mynen morder und ober des landes morder, ader wy der bruch geschen“, sinngemäß etwa: „so führe ihn vor den Richter und rufe über den Schuldigen „zeter“ über meinen“ (d. h. des Anklägers) „Missetäter und über den Landesverbrecher, oder wie der [Rechts-]Bruch geschehen“.

## Verwendung als allgemeiner Schmerzensausruf
Der Begriff hat auch außerhalb der gerichtlichen Praxis eine Bedeutung als eher allgemeiner Schmerzensruf und wird in diesem Fall gern mit den Ausrufen „Weh“ oder „Ach“ verbunden. So zum Beispiel in „zeter ach/wo sal ich blyben“ (sinngemäß: „Ohje, wo soll ich hingehen“).